# Julia Teresa Rinderle
Julia Teresa Rinderle (* 1990 in Memmingen) ist eine deutsche Pianistin.

## Werdegang
Julia Teresa Rinderle erhielt Klavierunterricht bei Ljudmila Lissowaya sowie bei Ingmar Schwindt und studierte dann Klavier bei Roland Krüger an der Musikhochschule Hannover. Ihr Studium in Klavierkammermusik und Liedgestaltung absolvierte sie bei Imre Rohmann am Mozarteum. Sie nahm zudem an Meisterkursen teil bei unter anderem Karl-Heinz Kämmerling, Paul Badura-Skoda, Bernd Glemser, Matthias Kirschnereit, Emanuel Ax,  Lee Kum Sing und  Arie Vardi. Rinderle ist Preisträgerin zahlreicher Wettbewerbe.
Konzerte führten sie unter anderem nach Österreich, Frankreich, Dänemark, Holland und in die Schweiz; sie konzertierte auch bei Musikfestivals wie den Köthener Bachfesttagen und beim Internationalen Musikfest Goslar.
Ihre Debüt-CD mit den Geisterszenen von Anselm Hüttenbrenner und den Geistervariationen von Robert Schumann erschien 2016 bei Helbling im Vertrieb vom Label Naxos. Drei Jahre später folgte ihre CD Schubertiade on Piano beim Label ARS Produktion.
Rinderle ist Lehrbeauftragte für Klavier an der Musikhochschule Hannover (seit 2019) und an der Musikhochschule Leipzig (seit 2020). Sie engagiert sich außerdem in der Künstlerinitiative Rhapsody in School zur musikalischen Förderung der Jugend.